# Культовые тусовщики (фильм)
«Культовые тусовщики» (англ. Creation Stories) — фильм-биография, в которой создатели франшизы «На игле» Дэнни Бойл и Ирвин Уэлш рассказывают о жизненном пути Алана Макги — одного из наиболее известных и скандальных музыкальных продюсеров мира. Премьера фильма состоялась 24 февраля 2021 года в рамках Glasgow Film Fesival. Российская премьера запланирована на 10 июня 2021 года.

## Сюжет
Когда после снижения интереса к панк-стилистике музыкальная индустрия встала на распутье, один молодой выскочка из Глазго указал ей новую дорогу, безвозвратно изменившую лицо британского, да и мирового шоу-бизнеса. Его способность находить таланты в многочисленных английских барах считали даром. А он лишь старался доказать отцу, что был прав, не продолжив семейное дело и не став электриком. Его новаторские решения сравнивали с гением столпов Кремниевой долины, а он просто хотел предложить людям слушать не только заполонивший эфир конвейерный синтипоп. Это незабываемая история одного из создателей и главного идеолога культового музыкального лейбла Creation Records, записавшего хитовые композиции таких знаменитых групп, как Oasis, The Jesus and Mary Chain, Primal Scream и многих других. Это история человека, ставшего одним из творцов новой музыкальной эпохи.

## Производство
В основе сценария картины лежит автобиографическая книга Алана Макги Creation Stories — Riots, Raves and Running a Record Label («Креативные истории — бунты, рейвы и управление звукозаписывающей компанией»).
Музыкальный лейбл Creation Records был создан в 1983 году. Тогда Алану Макги было 23 года.
С целью подбора исполнителя, максимально похожего на солиста группы Oasis (Лиам Галлахер), создатели картины организовали конкурс, в котором приняло участие несколько тысяч человек. Вопрос относительно исполнителя главной роли у создателей картины никогда не стоял. Дэнни Бойл, Ирвин Уэлш и Юэн Бремнер уже работали вместе над франшизой «На игле». К тому же Юэн Бремнер внешне похож на Алана Макги.

## Маркетинг
Первый тизер фильма был выпущен 29 сентября 2020 года в честь 60-летия Алана Макги.
Трейлер фильма был выпущен 8 марта 2021 года.